# 렉시 빅함
렉시 빅함(Lexie Bigham, 1968년 8월 4일 ~ 1995년 12월 17일)은 미국의 배우, 텔레비전 배우이다.
일리노이주에서 태어났으며 로스앤젤레스에서 사망하였다. 사인은 교통사고이다.

## 영화
- 돈 비 어 메니스 투 사우스 센트럴 와일 드링킹 유어 쥬스 인 더 후드 (1996년)
- 굿모닝 스쿨 (1996년)
- 데이브 (1993년)
- 보이즈 앤 후드 (1991년)